# Greg Centauro
Greg Centauro (Marsiglia, 10 gennaio 1977 – Budapest, 26 marzo 2011) è stato un attore pornografico e regista francese.

## Biografia
Visse stabilmente a Budapest, uno dei maggiori centri del cinema hard. Fu per un certo periodo legato sentimentalmente all'ex attrice pornografica, modella e cantante Clara Morgane.
Esordì come interprete nel 2001 e da allora prese parte a centinaia di produzioni; fu attivo anche nella veste di regista. È considerato uno dei più grandi interpreti del gonzo. Tra i suoi interessi la musica rock, il cinema horror, il wake bording e lo jet skiing. Grande appassionato di tatuaggi, ne aveva diversi disegnati sul corpo. Fu uno dei pochi attori hard europei a ricevere scritture da case di produzione statunitensi.

### Morte
È morto per un attacco cardiaco acuto, avvenuto il 26 marzo 2011 aveva 34 anni.

## Riconoscimenti
- eLine-Award 2007 Best International Series For Ass Drippers
- eLine Award 2007 Best International Actor For Greg Centauro
- eLine Award 2008 Best Best German Actor For Greg Centauro
- Erotixxx Award Venus 09 Best German Film For Paradise Film – Black And White 4 U

## Filmografia

### Come attore
- Reveries Exclusives (2000)
- Backstreets of Paris (2001)
- Collectionneuse (2001)
- Dessous de Clara Morgane (2001)
- Destroy Sex (2001)
- French Beauty (2001)
- Max 2 (2001)
- Nuit avec Estelle (2001)
- Objectif: Star du X (2001)
- Projet X (2001)
- Roller Sex - Comme sur des roulettes (2001)
- Savage Passions (2001)
- Sodom's Girls (2001)
- Superfuckers 13 (2001)
- Anmacherinnen 15: Enge Spalten (2002)
- Cambrioleuse (2002)
- Candidate (2002)
- Christoph's Beautiful Girls 5 (2002)
- Christoph's Beautiful Girls 6 (2002)
- Christoph's Beautiful Girls 7 (2002)
- Couvent Du Vice - Nonnes à Tout Faire (2002)
- Digital Sex Bamboo et Nomi (2002)
- Euro Angels Hardball 18: Attention To De-Tail (2002)
- Euro Angels Hardball 19: Reverse Gang Bang Edition (2002)
- Folies d'Aurélie Catain (2002)
- Hip Hop SexNonStop (2002)
- Hip Hop SexNonStop 2 (2002)
- Hot Frequency (2002)
- Hustler EXXXotica 1 (2002)
- Hustler XXX 12 (2002)
- Hustler XXX 13 (2002)
- Hustler XXX 14 (2002)
- Hustler XXX 15 (2002)
- Hustler XXX 17 (2002)
- Infirmières à domicile (2002)
- Journal de Pauline (2002)
- Luxure (2002)
- Ma femme est une star du X (2002)
- Private Reality 10: Ladder Of Love (2002)
- Private Reality 11: Singularity (2002)
- Private Tropical 3: Tropical Heat (2002)
- Private Xtreme 3: 18 Birthday Presents (2002)
- Private Xtreme 4: Alpine Sex (2002)
- Re di Napoli (2002)
- Sex Machine (2002)
- Superfuckers 18 (2002)
- Teeny Exzesse 70: Total im Arsch (2002)
- Top Models à louer (2002)
- A Simple Love Story (2003)
- Amsterdam Sex Games (2003)
- Ass Wide Open 1 (2003)
- Bell Bottoms 1 (2003)
- Big Natural Tits 10 (2003)
- Big Natural Tits 8 (2003)
- Big Natural Tits 9 (2003)
- Christoph's Beautiful Girls 11 (2003)
- Christoph's Beautiful Girls 12 (2003)
- Christoph's Beautiful Girls 13 (2003)
- Christoph's Beautiful Girls 8 (2003)
- Christoph's Beautiful Girls 9 (2003)
- Crack Her Jack 1 (2003)
- Disposte a Tutto (2003)
- Euro Angels Hardball 20: DP Mania (2003)
- Euro Angels Hardball 21: Super Hard (2003)
- Euro Angels Hardball 22: Super Hard Sex (2003)
- Fatale (2003)
- Filomena Martusano (2003)
- France Nympho: Nympho 24H/24H (2003)
- Gaper Maker 1 (2003)
- Girls Paradise (2003)
- Harder Faster 3 (2003)
- Harder Faster 4 (2003)
- Hustler XXX 23 (2003)
- Imatoumi (2003)
- Infirmières de Charme (2003)
- Liar (2003)
- Maniac Inside Budapest (2003)
- Paparazzi Scandal (2003)
- Precious Pink 13 (2003)
- Private Reality 13: Explosive Women (2003)
- Private Reality 17: Anal Desires (2003)
- Private Reality 20: Forbidden Games (2003)
- Private Tropical 4: Caribbean Vacation (2003)
- Private Tropical 5: Paradise Island (2003)
- Private Tropical 6: Tequila Bum Bum (2003)
- Private Tropical 7: Coconut Holiday (2003)
- Private Tropical 8: Ocean Dream (2003)
- Private Xtreme 6: Calling A Gigolo (2003)
- Relazioni perverse nella scuola del peccato (2003)
- Rocco's Initiations 7 (2003)
- Rocco's True Anal Stories 20 (2003)
- Rotte in Culo (2003)
- Salieri Erotic Stories 2 (2003)
- Sport Fucking 1 (2003)
- Sulfureuse (2003)
- Ass Drippers 1 (2004)
- Ass Pounders 2 (2004)
- Babes With No Limits 2 (2004)
- Big Natural Tits 11 (2004)
- Big Natural Tits 12 (2004)
- Christoph's Beautiful Girls 14 (2004)
- Christoph's Beautiful Girls 15 (2004)
- Christoph's Beautiful Girls 16 (2004)
- Christoph's Beautiful Girls 17 (2004)
- Christoph's Beautiful Girls 18 (2004)
- Come tira la patatina (2004)
- Crack Her Jack 3 (2004)
- Dangerously Alone (2004)
- Dirty Girl Gangbang 2 (2004)
- Enjoy 5 (2004)
- Euro Angels Hardball 23: Double Anal Mania (2004)
- Euro Angels Hardball 24 (2004)
- Euro Angels Hardball 25 (2004)
- Euro Domination 1 (2004)
- Euro Domination 2 (2004)
- Euro Slit (2004)
- High Class Eurosex 1 (2004)
- Hot Rats (2004)
- Hustler XXX 25 (2004)
- Life (2004)
- Lolita Connection (2004)
- Nuts Butts Euro Sluts (2004)
- Private Life of Kate More (2004)
- Private Story Of Sarah O'Neal (2004)
- Private Xtreme 11: Wanna Cum For A Ride (2004)
- Puttane si nasce (2004)
- Riding the Riviera (2004)
- Rocco's Initiations 8 (2004)
- Rocco's True Anal Stories 21 (2004)
- Sex Total (2004)
- Six Pack (2004)
- Three for All 5 (2004)
- Voyeur 27: Private Casting Party 5 (2004)
- Voyeur 28 (2004)
- All You Can Eat 2 (2005)
- Anal School 1 (2005)
- Anal School 2 (2005)
- Ass Drippers 2 (2005)
- Ass Drippers 3 (2005)
- Ass Drippers 4 (2005)
- Ass Wide Open 3 (2005)
- Ass Wide Open 4 (2005)
- Ass Wide Open 6 (2005)
- Asswhole 2 (2005)
- Big Natural Tits 14 (2005)
- Christoph's Beautiful Girls 19 (2005)
- Christoph's Beautiful Girls 21 (2005)
- Cream Pie Orgy 1 (2005)
- European Meat 1 (2005)
- European Meat 2 (2005)
- European Meat 4 (2005)
- Fresh Meat 20 (2005)
- Fresh Pink 2 (2005)
- Fuck Club (2005)
- Fucking Beautiful 7 (2005)
- Harder Faster 7 (2005)
- Hot Shot (2005)
- Hustler Casting Couch 11 (2005)
- Internal Violations 4 (2005)
- Just 18 4 (2005)
- Lusty Legs 5 (2005)
- Moglie del Professore (2005)
- No Mercy 1 (2005)
- Pleasures Of The Flesh 12 (2005)
- Private Diamonds (2005)
- Private Xtreme 20: Hungry Asses (2005)
- Real Racks 1 (2005)
- Riding The Curves 3 (2005)
- Riding The Curves 4 (2005)
- Sex Connection (2005)
- Stone Of Pleasure (2005)
- Sweet Cream Pies 1 (2005)
- Teen Cum Swallowing Tryouts 3 (2005)
- Teen Tryouts Audition 40 (2005)
- Teenage Jizz Junkies 1 (2005)
- Tic Tac Toe's 1 (2005)
- Tic Tac Toe's 2 (2005)
- Urban Sluts (2005)
- Veronica Da Souza (2005)
- What Gets You Off 2 (2005)
- XXX Teens 4 (2005)
- 2 Hot 2 Handle 1 (2006)
- 2 Hot 2 Handle 2 (2006)
- Anal Aristocrats 2 (2006)
- Anal School 3 (2006)
- Anal Wrecking Crew (2006)
- Angel Perverse 1 (2006)
- Angel Perverse 2 (2006)
- Angel Perverse 3 (2006)
- Angel Perverse 4 (2006)
- Ass Drippers 5 (2006)
- Ass Drippers 6 (2006)
- Ass Wide Open 10 (2006)
- Ass Wide Open 8 (2006)
- Ass Wide Open 9 (2006)
- Asstravaganza 2 (2006)
- Big Natural Breasts 6 (2006)
- Big Natural Breasts 7 (2006)
- Big Natural Tits 15 (2006)
- Big Natural Tits 16 (2006)
- Bodacious Boobies 1 (2006)
- Cherry Bomb 4 (2006)
- Cock Starved 3 (2006)
- Cotton Panties 2 (2006)
- Cum Hungry Leave Full 1 (2006)
- Cum Hungry Leave Full 2 (2006)
- Cum Out And Play (2006)
- Desires of the Innocent 4 (2006)
- Domination Zone 1 (2006)
- Eloge de la Chair (2006)
- Euro Domination 6 (2006)
- Euro Domination 8 (2006)
- European Meat 5 (2006)
- Foot on Ball World Cup (2006)
- Fresh Jugs 3 (2006)
- Fresh Jugs 4 (2006)
- Gaper Maker 6 (2006)
- Gaper Maker 7 (2006)
- Girls Wanted (2006)
- Hell the Paradise for All You Sinners (2006)
- It's the Girl Next Door (2006)
- Maniac (2006)
- Meet The Fuckers 5 (2006)
- No Mercy 2 (2006)
- Obsession (2006)
- POV 4 (2006)
- POV 5 (II) (2006)
- Private Xtreme 23: Greedy Asses (2006)
- Private Xtreme 29: Gonzo Style (2006)
- Pure Anal 3 (2006)
- Sex Toys Are Not Enough 1 (2006)
- Teenage Jizz Junkies 2 (2006)
- Teenage Jizz Junkies 3 (2006)
- Tic Tac Toe's 3 (2006)
- Voyeur 31 (2006)
- Voyeur 32 (2006)
- Whore De France (2006)
- Amateur Anal Attempts 9 (2007)
- Amazing POV Sluts 6 (2007)
- Amazing POV Sluts 7 (2007)
- Amazing POV Sluts 8 (2007)
- Anal Fever (2007)
- Angel Perverse 6 (2007)
- Ass Drippers 7 (2007)
- Big Natural Tits 17 (2007)
- Boobstravaganza 6 (2007)
- Creamery (2007)
- Cum Hungry Leave Full 4 (2007)
- Cute Girls Are Never Satisfied (2007)
- Dressed to Fuck 1 (2007)
- Elegance X (2007)
- Euro Sex Party (II) (2007)
- Euro Sex Party 2 (2007)
- Evil Anal 4 (2007)
- Fresh Jugs 5 (2007)
- Fresh Meat 22 (2007)
- Fresh Pink 4 (2007)
- Leg Addict 3 (2007)
- Meet The Fuckers 6 (2007)
- MILF (2007)
- MILF Next Door 1 (2007)
- MILF Next Door 2 (2007)
- No Mercy 4 (2007)
- Oversized Boobies (2007)
- Oversized Boobies 2 (2007)
- POV 6 (2007)
- POV 7 (2007)
- Pretty Chicks 5 (2007)
- Private Sports 12: Sex on Snow (2007)
- Raw Sex Satisfaction (2007)
- Sex Secrets of the Yeti (2007)
- Sex Toys Are Not Enough 2 (2007)
- Slutty and Sluttier 4 (2007)
- Victory over De-Feet (2007)
- Who's Your Mommie 3 (2007)
- 3 Ring Orgy (2008)
- Anal Gate 5: Ass Invaders (2008)
- Appetite For Ass Destruction (2008)
- Ass Drippers 8 (2008)
- ATK Petite Amateurs 1 (2008)
- Brutal Genommen: Schrei Nach Gnade (2008)
- Busty Blondes 2 (2008)
- Deliveries in the Rear 2 (2008)
- Domination Zone 2 (2008)
- Evil Anal 6 (2008)
- Great Big Boobies 4 (2008)
- League of Xtraordinary Ass (2008)
- Mad Sex Party: Bachelorette Party (2008)
- Mad Sex Party: Cunt Carnivale and Paint Party (2008)
- Mad Sex Party: Factory Fuckers (2008)
- Mad Sex Party: The VIP Room and Tasty Cakes (2008)
- MILF Has a Body Good (2008)
- Nymphomanic Bitches 1 (2008)
- Sex Addict (2008)
- Sex Bus (2008)
- Sexual Rage 2 (2008)
- Slutty and Sluttier 7 (2008)
- Swank XXX 15 (2008)
- Teen X Two 3 (2008)
- World Class Ass 5 (2008)
- Your Mom Is an Anal Slut 2 (2008)
- 2 Dicks Fucking 1 Chick (2009)
- Abusi In Gendarmeria (2009)
- Anal Asspirations 11 (2009)
- Anal Extreme (2009)
- Anal Payload (2009)
- Angel Perverse 10 (2009)
- Angel Perverse 12 (2009)
- Apprentass 10 (2009)
- Asstravaganza 11 (2009)
- Bad Girls with a Juicy Pussy (2009)
- Black and White 4U (2009)
- Cotton Panties 7 (2009)
- Cream Team 3 (2009)
- Cum Drunk Debutantes (2009)
- Cumstains 10 (2009)
- Deliveries in the Rear 3 (2009)
- Diggin' Chicks Ass (2009)
- Leg Addicts (2009)
- Mad Sex Party: Go-Kart Sluts (2009)
- Mad Sex Party: Sex On Trial (2009)
- Maliziose (2009)
- Nymphomanic Bitches 2 (2009)
- Pay You With My Mouth (2009)
- Pornochic 18: Aletta (2009)
- Private Life of Black Angelika (2009)
- Private Specials 16: Up All Holes (2009)
- Sex Angels (2009)
- Sottomessa: racconto di una segretaria (2009)
- Stinging in the Ring (2009)
- Twitter My Shitter (2009)
- Una Vitta Allo Specchio (2009)
- All Star POV (2010)
- Angel Perverse 14 (2010)
- Angel Perverse 15 (2010)
- Angel Perverse 18 (2010)
- Asia Morante: Il mio debutto (2010)
- Ass Hunters (2010)
- Best By Private 131: 8 Teens Take It Up The Ass (2010)
- Big Addiction (2010)
- Consummate Art Of Stuffing Pink Holes 2 (2010)
- Double The Pleasure (2010)
- DP Maniacs (2010)
- Flowers of Passion 2 (2010)
- I Love It Double 1 (2010)
- New To The Game 7 (2010)
- Private Gold 108: Cum In My Limousine (2010)
- Private Gold 110: Miss Private - Battle Of The Big Boobs (2010)
- Private Specials 32: Euro Chicks Love 2 Dicks (2010)
- Private Specials 36: Threesome Addicted Euro Sluts (2010)
- Private Specials 41: Cum Hungry Euro Babes (2010)
- Private Specials 42: Aletta's Amazing Big Boobs (2010)
- Private Specials 46: Euro Babes On Heat (2010)
- Totally Loaded (2010)
- 2 at a Time (2011)
- Anal Deliveries 2 (2011)
- Busted Butts 1 (2011)
- Cock Spread (2011)
- Cotton Panties 13 (2011)
- Double Anal Pounding (2011)
- Double Whammy 1 (2011)
- Guardoni Violenti (2011)
- I Love It Double 3 (2011)
- In Both Holes (2011)
- Make My Ass Cum (2011)
- Pop Till U Drop (2011)
- Pornochic 20: Anna (2011)
- Room for Two (2011)
- Sex with Lingerie Divas 1 (2011)
- She's Got Legs 2 (2011)
- 2 Dicks in 1 Girl (2012)
- Ass Bangers 2 (2012)
- Busted Butts 2 (2012)
- Double Duty (2012)
- How I Screwed Your Mother (2012)
- Oltraggio nel Culo (2012)
- She Gave Up The Ass (2012)

### Come regista
- 2 Dicks Fucking 1 Chick (2009)
- 2 Hot 2 Handle 1 (2006)
- 2 Hot 2 Handle 2 (2006)
- Addickted (2009)
- Amazing POV Sluts 6 (2007)
- Amazing POV Sluts 7 (2007)
- Amazing POV Sluts 8 (2007)
- Anal Fever (2007)
- Anal Wrecking Crew (2006)
- Appetite For Ass Destruction (2008)
- Asia Morante: Il mio debutto (2010)
- Ass Drippers 1 (2004)
- Ass Drippers 2 (2005)
- Ass Drippers 3 (2005)
- Ass Drippers 4 (2005)
- Ass Drippers 5 (2006)
- Ass Drippers 6 (2006)
- Ass Drippers 7 (2007)
- Ass Drippers 8 (2008)
- Bad Girls with a Juicy Pussy (2009)
- Bastardi con Gloria (2010)
- Black and White 4U (2009)
- Boobs I Did It Again (2012)
- Busted Butts 1 (2011)
- Busted Butts 2 (2012)
- Cum Drunk Debutantes (2009)
- Cute Girls Are Never Satisfied (2007)
- Deliveries in the Rear 3 (2009)
- Deliziose troiette (2008)
- Diggin' Chicks Ass (2009)
- Domination Zone 2 (2008)
- Euro Sex Party (II) (2007)
- Euro Sex Party 2 (2007)
- European Meat 1 (2005)
- European Meat 2 (2005)
- European Meat 4 (2005)
- European Meat 5 (2006)
- Foot on Ball World Cup (2006)
- Fresh and Pure 6 (2008)
- Gangbang That Bitch That Doesn't Bang (2008)
- Girls on Girls 3 (2010)
- Hell the Paradise for All You Sinners (2006)
- Hungarian Tales (2007)
- Impure Thoughts (2009)
- Jasmine Black Is Boobastic (2010)
- Leg Addict 3 (2007)
- Leg Addicts (2009)
- Maniac (2006)
- Maniac Inside Budapest (2003)
- MILF (2007)
- No Mercy 1 (2005)
- No Mercy 2 (2006)
- No Mercy 4 (2007)
- Nymphomanic Bitches 1 (2008)
- Nymphomanic Bitches 2 (2009)
- Only Girls Allowed 5 (2008)
- Only Girls Allowed 8 (2010)
- Oversized Boobies (2007)
- Oversized Boobies 2 (2007)
- Pay You With My Mouth (2009)
- Pop Till U Drop (2011)
- POV 4 (2006)
- POV 5 (II) (2006)
- POV 6 (2007)
- POV 7 (2007)
- Pretty Chicks 5 (2007)
- Pretty Chicks 6 (2007)
- Pretty Chicks 7 (2007)
- Raw Sex Satisfaction (2007)
- Riding the Riviera (2004)
- Sex Addict (2008)
- Sex Angels (2009)
- Sex Toys Are Not Enough 1 (2006)
- Sex Toys Are Not Enough 2 (2007)
- She's Got Legs 2 (2011)
- Soloists (2009)
- Stinging in the Ring (2009)
- Sweet Ass Peaches (2012)
- Urban Sluts (2005)
- Your Mom Is an Anal Slut 2 (2008)